# Pátria (curta-metragem)
Documentário que conta a história da Seleção Brasileira Feminina de Vôlei, bronze nas Olimpíadas de Atlanta em 1996, dirigido por Fabio Meira. Focando no histórico jogo da semifinal, entre Brasil e Cuba, as jogadoras de ambos os países reassistem a partida e comentam as emoções e fatos ocorridos no jogo mais emblemático da história do voleibol feminino brasileiro.